# 69 (число)
69 (шестьдесят девять) — натуральное число, расположенное между числами 68 и 70.

## Математика
- 69 — натуральное, нечётное, двузначное (в десятичной системе счисления) число.
- 69 — счастливое число.
- Наибольшее из чисел, факториал которого меньше гугола.
- Одно из чисел Улама.
- Десятичная запись числа переходит сама в себя при повороте на {\displaystyle 180^{\circ }.}
- Квадрат числа (4761) и куб (328509) содержат все 10 цифр без повторений.

## Естествознание
- Атомный номер тулия

## Время
- 69 год, 169 год, 269 год, 369 год, 469 год, 569 год, 669 год, 769 год, 869 год, 969 год, 1069 год, 1169 год, 1269 год, 1369 год, 1469 год, 1569 год, 1669 год, 1769 год, 1869 год, 1969 год, 2069 год
- 69 год до н. э.
- 69-й день в году — 10 марта (в високосный год 9 марта)

## В других областях
- ASCII-код символа «E».
- В игре лото бочонок 69 называется «туда-сюда».
- 69 — Код субъекта Российской Федерации и Код ГИБДД-ГАИ Тверской области.
- 69 — Порядковый номер французского департамента Рона.
- Позиция «69» в сексе.
- 69 — таиландский тайский художественный фильм.
- Порт 69 используется протоколом TFTP.
- «69 глаз» — финляндская английская рок-группа.
- «69 мест, где надо побывать с мёртвой принцессой» — книга Хоума Стюарта.
- ГАЗ-69 — легковой автомобиль повышенной проходимости.
- STS-69 — космический полёт МТКК «Индевор» по программе «Спейс Шаттл».
- CVN-69 — бортовой номер американского авианосца «Дуайт Эйзенхауэр».
- U-69 — бортовые номера нескольких немецких подводных лодок Первой и Второй мировых войн, в том числе подводной лодки U-69 «Смеющаяся корова», потопленной в феврале 1943 британцами к востоку от Ньюфаундленда.
- Число 69 часто встречается в серии игр Grand Theft Auto.
- 69 année érotique — шансон Сержа Генсбура, написанный в 1968 году.